# Zdeněk Kolář
Zdeněk Kolář (pronunție cehă: [ˈzdɛɲɛk ˈkolaːr̝̊]|n. 9 octombrie 1996, Nové Město na Moravě, Vysočina, Cehia) este un jucător de tenis ceh.
Kolář are un clasament ATP la simplu de 111, atins pe 13 iunie 2022. De asemenea, el are un clasament la dublu de 110, atins pe 1 august 2022.

## Carieră profesională

### 2018: Debutul ATP
Kolář a jucat primul său meci într-un turneu ATP, după ce s-a calificat pentru Swedish Open în 2018. A fost învins în două seturi de campionul en-titre și fostul Top 10, David Ferrer.

### 2021: Trei titluri Challenger
În 2021, Kolář a câștigat 3 titluri de simplu la ATP Challenger: în aprilie la Oeiras, Portugalia, în august la Iași, România, în septembrie la Szczecin, Polonia, și 4 titluri la dublu la ATP Challenger.

### 2022: Debut în Grand Slam și prima victorie ATP și majoră
În 2022, Kolář și-a făcut debutul în tabloul principal al ATP la dublu la Chile Open alături de Nikola Milojević. Au ajuns în sferturi cu o victorie împotriva cuplului local Alejandro Tabilo și Gonzalo Lama.
În al cincilea său încercare de calificare, Kolar a ajuns în sfârșit în tabloul principal al French Open din 2022 cu o victorie în două seturi împotriva lui Franco Agamenone pentru debutul său într-un Grand Slam. A câștigat primul său meci ATP și de Grand Slam învingând favoritul local și wildcard Lucas Pouille. A pierdut în turul al doilea în fața capului de serie 4, Stefanos Tsitsipas, în patru seturi cu trei tiebreak-uri, într-un meci care a durat peste 4 ore.
A intrat în tabloul principal al Campionatelor de la Wimbledon din 2022 ca un jucător norocos (Lucky Loser).

## Reprezentare națională
Kolář a fost nominalizat în echipa de Cupa Davis a Republicii Cehe în 2017, dar nu a jucat în niciun meci.